# Tiburtio Massaino
Tiburtio Massaino (avant 1550 – après 1608/1609) est un compositeur italien de la Renaissance.

## Biographie
Tiburtio (ou Tiburzio) Massaino (ou Massaini) est né à Crémone avant 1550.
Membre de l'ordre des Augustins, il vit au couvent de Plaisance, avant d'être maître de chapelle à l'église Santa Maria del Popolo de Rome en 1571. Vers 1578, il est au service de la famille Rangoni de Modène, est à Lodi en 1580, puis, à compter de 1587, est maître de chapelle à la cathédrale de Salò.
Vers 1589, Massaino est chapelain et chanteur à la chapelle de la cour de l'archiduc Ferdinand II à Innsbruck, puis entre au service de l'archevêque Wolf Dietrich von Raitenau, à Salzbourg, où il demeure jusqu'à sa condamnation pour homosexualité en 1591.
Contraint de quitter Salzbourg, il se rend probablement à la cour de Rodolphe II à Prague, où il rencontre Philippe de Monte. En 1594, il est à Plaisance puis à Crémone, est de retour à Plaisance en 1598, de nouveau à Lodi entre 1600 et 1608, où il est, selon Antegnati, maître de chapelle en 1608. En 1609, Adriano Banchieri le désigne comme maître de chapelle de la cathédrale de Plaisance.
Il meurt à Plaisance ou Lodi, après 1608-1609.
La plus ancienne publication connue de Massaino (1569) contient des exercices de madrigaux de jeunesse, probablement destinés à des cercles proches de la cour des Farnèse à Parme.
Comme compositeur, il est l'un des premiers représentants du concert d'église à petit effectif, sur le modèle de Lodovico Grossi da Viadana.
Outre de nombreux livres de madrigaux, des messes et des motets à cinq et six voix, Massaino a publié des motets solos et de la musique sacrée de style polychoral. Ces œuvres montrent l'influence de Giovanni Gabrieli, dont les sonorités grandioses de la musique instrumentale se retrouvent notamment dans les canzones de Massaino pour huit ou seize trombones.

## Œuvres
Parmi les œuvres composées par Massaino figurent :

### Musique sacrée
- Concentus in universos psalmos… in vesperis omnium festorum per totum annum frequentatos, cum 3 Magnificat à 5 et 9 voix (1576 ; 2e éd., 1588)
- Motectorum liber primus à 5 et 6 voix (1576)
- Missae liber primus à 5 et 6 voix (1578)
- Sacri cantus… liber secundus à 5 voix (1580)
- Psalmi omnes ad vesperas per totum annum decantandi, una cum 4 Magnificat à 8 voix (1587)
- Secundus liber missarum à 5 voix (1587)
- Motectorum… liber tertius à 5 voix (1590)
- Liber primus cantionum ecclesiasticarum à 4 voix (Prague, 1592 ; éd. dans les Denkmäler der Tonkunst in Österreich, cx, 1964)
- Sacrae cantiones… liber primus à 6 voix (1592)
- Sacri modulorum concentus de 6 à 10 et 12 voix (1592)
- Primus liber missarum à 6 voix (1595)
- Sacrae cantiones… liber secundus à 6 voix (1596)
- Tertius liber missarum à 5 voix (1598)
- Motectorum liber quartus à 5 voix (1599)
- Musica super Threnos Ieremiae prophete in maiori hebdomada decantandas à 5 voix (1599)
- Missarum liber primus à 8 voix (1600)
- Sacrae cantiones… liber tertius à 6 voix (1601)
- Sacri modulorum concentus de 8 à 10 et 11, 15 et 16 voix, op. 31 (1606)
- Musica per cantare con l'organo de 1 à 3 voix et orgue, op. 32 (1607)
- Sacrarum cantionum liber primus à 7 voix et basse continue (orgue), op. 33 (1607)
- Quaerimoniae cum responsoriis infra hebdomadam sanctam concinendae, et passiones pro Dominica Palmarum, et feria sexta à 5 voix (1609)
- diverses autres œuvres dans des recueils contemporains

### Musique profane
- Il primo libro de madrigali à 4 voix (1569)
- Il primo libro de madrigali à 5 voix (1571)
- Il secondo libro de madrigali à 4 voix (1573)
- Il secondo libro de madrigali à 5 voix (1578)
- Trionfo di musica… libro primo à 6 voix (1579)
- Il terzo libro de madrigali à 5 voix (1587)
- Il quarto libro de madrigali à 5 voix (1594)
- Madrigali… libro primo à 6 voix (1604)
- Il secondo libro de madrigali à 6 voix (1604)

## Biographie
- Theodore Baker et Nicolas Slonimsky (trad. de l'anglais par Marie-Stella Pâris, préf. Nicolas Slonimsky), Dictionnaire biographique des musiciens [« Baker's Biographical Dictionary of Musicians »], t. 2 : H-O, Paris, Robert Laffont, coll. « Bouquins », 1995 (réimpr. 1905, 1919, 1940, 1958, 1978), 8e éd. (1re éd. 1900), 4728 p. (ISBN 2-221-06787-8), p. 2647.